# Björnsjön (Los socken, Hälsingland, 685963-144365)
Björnsjön är en sjö i Härjedalens kommun och Ljusdals kommun i Hälsingland och ingår i Ljusnans huvudavrinningsområde. Sjön har en area på 0,305 kvadratkilometer och ligger 348,4 meter över havet. Sjön avvattnas av vattendraget Voxnan.

## Delavrinningsområde
Björnsjön ingår i det delavrinningsområde (686036-144319) som SMHI kallar för Utloppet av Björnsjön. Medelhöjden är 387 meter över havet och ytan är 4,84 kvadratkilometer. Räknas de 12 avrinningsområdena uppströms in blir den ackumulerade arean 84,32 kvadratkilometer. Voxnan som avvattnar avrinningsområdet har biflödesordning 3, vilket innebär att vattnet flödar genom totalt 3 vattendrag innan det når havet efter 203 kilometer. Avrinningsområdet består mestadels av skog (59 procent) och sankmarker (14 procent). Avrinningsområdet har 0,28 kvadratkilometer vattenytor vilket ger det en sjöprocent på 5,7 procent.